# Tantalus (Flaschenhalter)

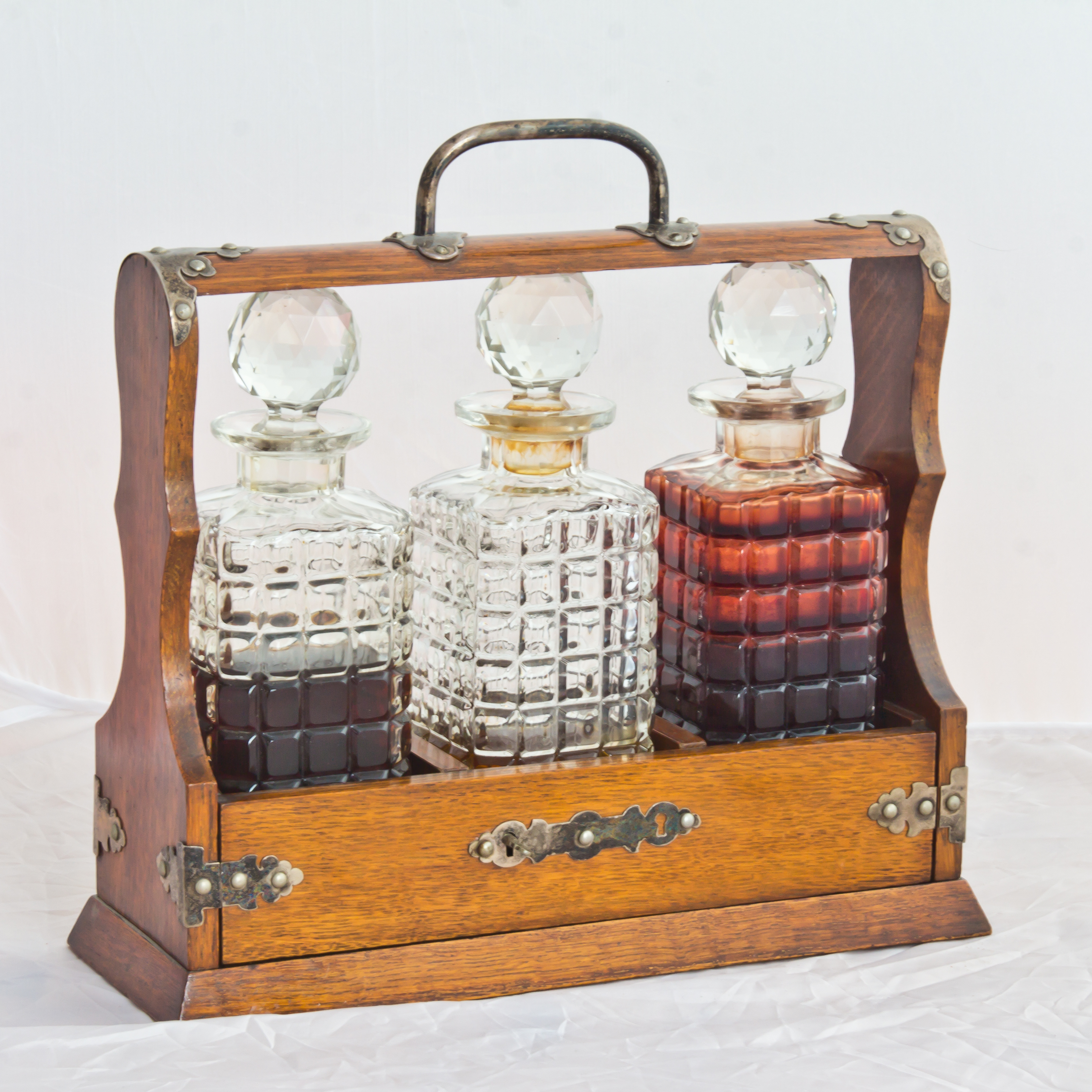
Ein geschlossener Tantalus …

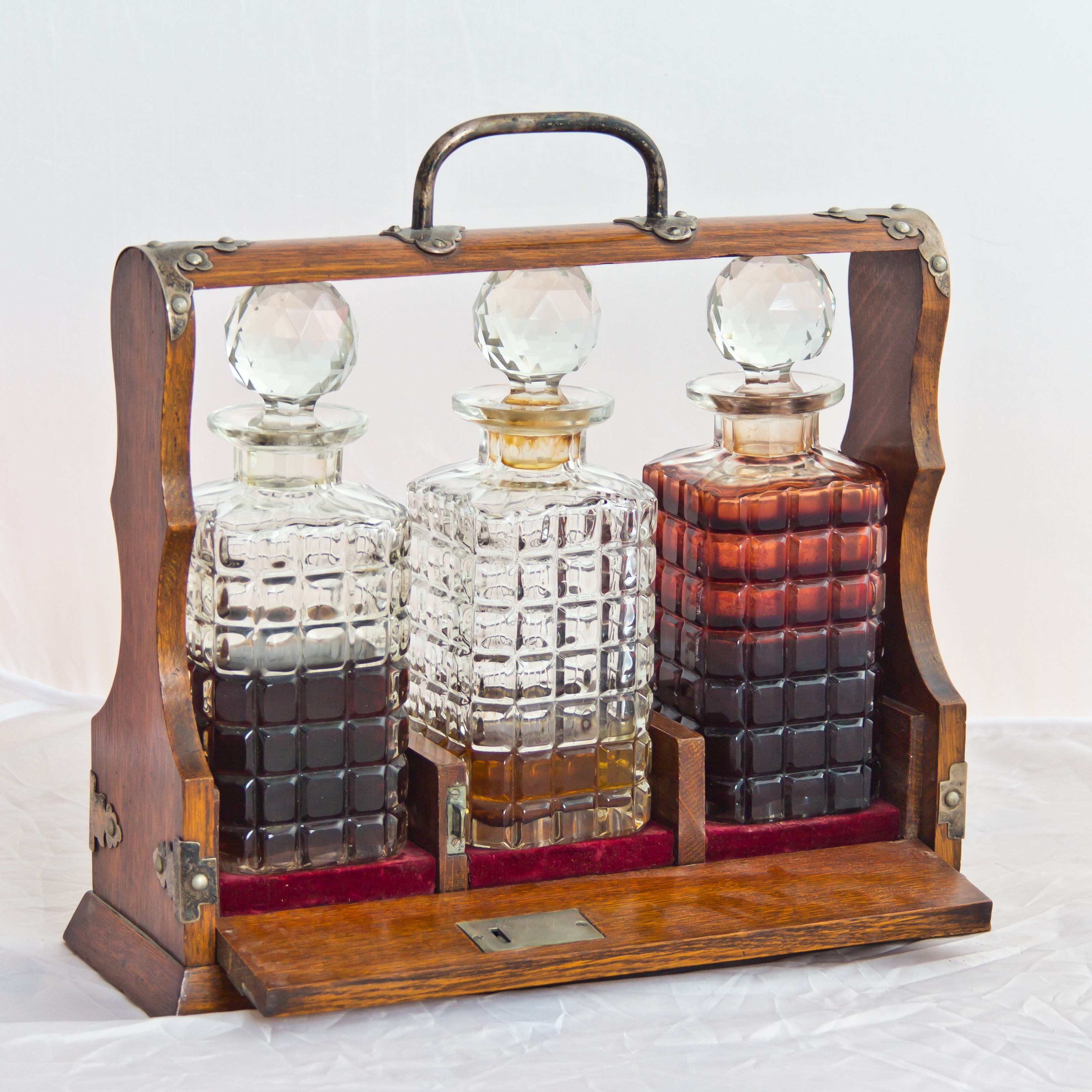
… und ein geöffneter

Ein Tantalus ist ein verschließbares Tragegestell für Flaschen oder Karaffen. Der Flaschenhalter besteht aus einem Gehäuse aus Holz oder Metall, in dem zwei oder drei Karaffen für Getränke Platz haben. Das Gehäuse kann verschlossen werden, womit verhindert wird, dass sich Unbefugte an den alkoholischen Getränken in den Karaffen bedienen.
Die Bezeichnung Tantalus bezieht sich auf die mythologische Figur Tantalus, die von den Göttern gestraft wurde, ewig Hunger und Durst leiden zu müssen.

## Funktion
Zweck eines Tantalus ist es einerseits, zu verhindern, dass sich unbefugte Personen – insbesondere Dienstboten, Kinder und Jugendliche – an den alkoholischen, meist hochprozentigen Getränken bedienen, die sich in den Karaffen befinden, andererseits die Getränke aber ansehnlich präsentiert werden können. In der Regel bietet ein Tantalus Platz für zwei bis drei Karaffen und ist aufwändig verarbeitet, aus edlem Holz oder anderem wertvollem Material, mit silbernen oder goldenen Beschlägen; die Karaffen selbst sind meist aus Kristall.

## Geschichte
Das ursprüngliche Patent für den Tantalus stammt aus dem Jahre 1881 (UK Patent 58948) und geht auf den Möbelschreiner George Betjemann zurück, dessen Vorfahren wahrscheinlich aus Niedersachsen eingewandert waren. Betjemann & Sons betrieben ab 1860 eine Werkstatt in der Pentonville Road 34 – 42 in London. Die Werkstätten, in denen über 100 Mitarbeiter tätig waren, wurden später von seinem Sohn George William fortgeführt, der niemals heiratete, weil er mit seiner Arbeit „verheiratet“ war.
Nur wenige von Betjemann gefertigten Gehäuse sind noch erhalten; die wenigen, die es noch gibt, erzielen bei Auktionen hohe Preise von mehreren Tausend Dollar. Ein Original-Tantalus von Betjemann verfügt über eine kupferne oder silberne Stempelplatte, die seine Authentizität bestätigt. Spätere Modelle, obwohl vom Stil her komplett verschieden und nicht aus Holz und auch nicht in den Pentonville-Werkstätten gefertigt, werden trotz allem als Betjemann Tantalus bezeichnet.

## Sonstiges
George Betjemann war der Großvater des Dichters John Betjeman, der in seinem Werk Summoned by Bells die Erfindung des Tantalus als Quelle des Familienvermögens bezeichnete.